# Melaspilea atroides
Melaspilea atroides är en lavart som beskrevs av Coppins. Melaspilea atroides ingår i släktet Melaspilea och familjen Melaspileaceae.   Inga underarter finns listade i Catalogue of Life.